# Falu stadsbibliotek

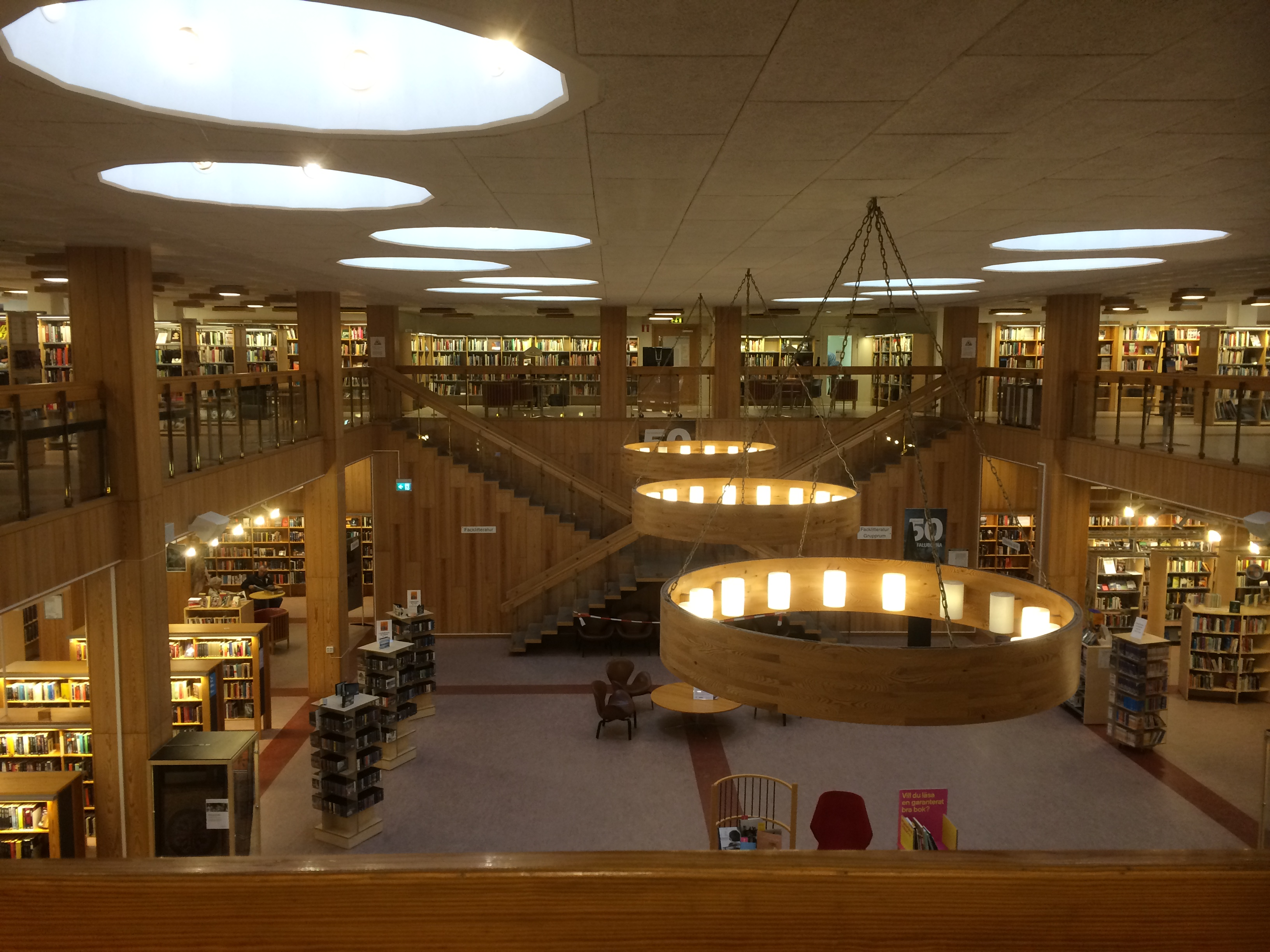
Ljushallen i Falu stadsbibliotek

Falu stadsbibliotek är ett kommunalt folkbibliotek som ligger centralt vid Fisktorget i Falun. Biblioteket har en stor dalasamling, konstgalleriet Hörnan och kafé. 
Det nuvarande biblioteket öppnades 1968.Huset byggdes av Bygg-Oleba Olle Engqvist AB efter ritningar av arkitektföretaget Backström & Reinius. Inredningen utformades av Bibliotekstjänst AB i Lund och inredningsarkitekt Agne Andersson.
Falu kommun har fem bibliotek och en bokbuss. Kommundelsbibliotek finns i Bjursås, Svärdsjö, och Vika.
Dalasamlingen vid biblioteket innehåller för närvarande omkring 10 000 volymer med dalalitteratur och därutöver tillkommer 10 000 småtryck i form av klipp och broschyrer.